# 도데코미노
도데코미노(영어: dodecomino)는 정사각형 12개로 이루어진 도형이다. 종류는 63,600가지가 있다.

## 같이 보기
- 폴리오미노